# سلا الجديدة
سلا الجديدة (بالفرنسية: Sala Al Jadida)‏ حي من أحياء مدينة سلا . تقع على بعد 10 كيلومترات من العاصمة الرباط ، تمتاز بعمرانها المنظم وشوارعها الكبير. تأوي المدينة 19.959 ساكنا (إحصاء 2004).كانت تعد مدينة سنة 2004.

## أصل التسمية
بعد أن أعطى الملك الراحل الحسن الثاني انطلاق الأشغال لبناء مدينة جديدة بالقرب من العاصمة الرباط  حاولوا أن يقوموا بوضع تسمية مناسبة لها ، فقاموا بتسميتها سلا الجديدة باعتبارها أقرب لمدينة سلا من الرباط.

## مخطط المدينة
تمتاز مدينة سلا الجديدة بكبر عمرانها وتنظيم شوارعها، حيث أن الحي يحتوي على أكثر من 100 إقامة من 4 طوابق وأكثر من 20 إقامة من 5 طوابق بالإضافة إلى المباني الكبيرة الأخرى مثل: اتصالات المغرب، العمالة، المركز التجاري، السوق التجاري Carrefour.

## الجامعات والمدارس

### المعاهد
- المعهد العالي للتكنولوجيا التطبيقية ISTA.

### الجامعات
- جامعة محمد الخامس السويسي.
- كلية العلوم القانونية والاقتصادية والاجتماعية.
- الجامعة الدولية بالرباط.

### الثانويات
- ثانوية علال الفاسي التأهلية.
- ثانوية الحسن الثاني التأهيلية.
- ثانوية محمد السادس التأهيلية.
- ثانوية أبي شعيب الدكالي التأهيلية.
- ثانوية محمد البردوزي.

### الإعداديات
- إعدادية عبد الله كنون الثانوية.
- إعدادية علال ابن عبد الله الثانوية.
- إعدادية أحمد بليمني الثانوية.
- إعدادية رضى السلاوي.
- إعدادية المغرب العربي.

### الابتدائيات
- مدرسة اولاد هلال احصين. (مدخل سلا الجديدة)
- ابتدائية عبد الله ابن حسون. (حي ميموزا)
- ابتدائية عبد الله الصبيحي. (حي ميموزا)
- مدرسة عمر بن عبد العزيز. (حي الخصة)
- مدرسة 11 يناير. (حي أهلا)
- مدرسة محمد البارودي.
- مدرسة سيبويه.
- ابتدائية ابن عاشر.
- مدرسة الصديق بالعربي.

### المدارس الخاصة
- مدرسة محمد خليل.
- مدرسة عبد الحفيظ خليل.
- مدرسة الفارس.
- مدرسة الرشد.
- مدرسة النبلاء.
- مدرسة الأمانة.
- مدرسة الأهرامات.
- مدرسة آدم
- مدارس سلا الجديدة
- مدرسة الأمل

## الأندية
قامت المدينة بوضع اسم مبدئي الذي سيتم اتخاده في تسمية فرقها مستقبلاً وهو اسم مولودية سلا الجديدة ولكن لحد الآن لا يوجد هناك فرق كثيرة ما عدا فريق التيكواندو والكونغ فو، لكن المدينة تمتاز سنويا بتنظيم دوريات مصغرة لكرة القدم.
وقد أسس أيضاً مدارس لكرة القدم للأطفال والشباب من أشهرها الجمعية الحسنية للرياضة والتنمية وجمعية أولمبيك سلا الجديدة وجمعية نادي الأهلي سلا الجديدة
تعد هده الفرق هي الجهة الوحيدة للترفية والتدريب للأطفال المتميزين في كرة القدم صار الآن يلعبون مباريات متميزة مع فرق مشهورة
كفريق الرجاء والوداد وبعد الفرق الأخرى..و يشاركون في العديد من البطولات والوطنية والدولية.

## المطارات
باعتبار أنها حي من أحياء مدينة سلا فهي بدورها تستعمل المطار الدولي مطار الرباط-سلا واتخدته مطار لها بالاشتراك مع مدينتي الرباط وسلا.

## أهم شوارع المدينة والأسواق

### شوارع
من رغم أن المدينة تمتاز بشوارع كبيرة وضخمة إلا أن شارع محمد الخامس يبقى الشارع الأكبر والأساسي في المدينة، حيث يوجد به جميع المراكز الأساسية مثل: اتصالات المغرب، المركز التجاري، السوق التجاري، العمالة، البريد، الأبناك، الحدائق، المخبزات والمقاهي، الصيدليات والحمامات، قاعات الأفراح... بالإضافة إلى محطة الحافلات والطرامواي قريباً، بالإضافة إلى شارع الحسن الثاني وعلال ابن عبد الله.

### الأسواق
ومن جهة أخرى فإن المدينة تمتاز بأسواق عصرية وليست تقليدية مثل باقي المدن العريقة لأن مدينة سلا الجديدة مدينة عصرية حيث أن السكان يقومون بالتوجه إلى الأسواق العصرية لشراء حاجياتهم ومن بين هذه الأسواق هي: المركز التجاري الرئيسي، السوق التجاري Bim، السوق التجاري Carrefour.

## الصحة
تحتوي  سلا الجديدة على مركزين صحيين غير كافيين مما يدفع السكان إلى اللجوء لمستشفيات ومراكز أخرى كمستشفى مولاي عبد الله بقرية ولاد موسى 

## الاقتصاد
أصبح اقتصاد المدينة في وضع جيد بعدما تم بناء المركز الاقتصادي الكبير TechnoPolis الذي أصبح له أهمية كبيرة وقام بهز الاقتصاد ليس لمدينة سلا الجديدة فقط بل للمدن المجاورة أيضا مثل: الرباط وتمارة والصخيرات . لهذا توفر المراكز وظائف كثيرة ومتعددة، التي تخول للطلاب حاملي الشهادات فرصة عمل.

## الثقافة
تحتوي سلا الجديدة على مركز ثقافي (دار الثقافة) كبير يستقطب العديد من الرواد والمهتمين بالمجال الثقافي فإضافة إلى الخدمات التي توفرها الخزانة الوسائطية التي يضمها هذا المركب فانه يضم أيضا رواقا لمعارض الفن التشكيلي وقاعة للعروض الفنية وقاعة للندوات الفكرية والأدبية ويتضمن البرنامج الثقافي لهذه المؤسسة عدة ورشات في المسرح الرسم ونادي سينما وأنشطة موجهة للاطفال وندوات ولقاءات فكرية وعدة عروض مسرحية وموسيقية وفنية.

## فنون
منذ سنتين أو أكثر بدؤوا المسؤولون بتنظيم مهرجانات بالمدينة بهدف البحث عن فنانين جدد يمثلون المدينة داخل وخارج المملكة، وذلك ما حصل عندما تم اكتشاف مغنيين، شعراء، راقصين، كومديين...إلخ والآن أصبحت المدينة تحتوي على مجموعة كبيرة من الفنانين الذين لذيهم طاقات كبيرة ومواهب كثيرة ولحد الآن يوجد أكثر من 10 فرقة موسيقية وكوميدية ورقصية.

## أشهر الأحياء
تحتوي سلا الجديدة على مجموعة من الأحياء ولكن تبقى أشهرها هي:
- حي ميموزا (شمال المدينة).
- حي المسجد (جنوب المدينة).
- حي الحسن الثاني (وسط المدينة).
- حي بيتي (أقصى شمال المدينة).
- حي أهلال (أقصى شمال المدينة).
- حي الخصة (وسط المدينة).
- حي تجزئة الفيلات.
- حي الضحى
- حي وهيبة.
- حومت الرشد (تسمى بهذا الاسم لأن تقع بها مدرسة الرشد)

## مواهب بسلا الجديدة
توجد بسلا الجديدة مواهب متنوعة ومتميزة، حيث تتوفر المدينة على أبطال في الكونغ فو ووشو مثل عصام الصغير الحاصل على الرتبة الأولى ببطولة إفريقية (2011) والرتبة الثالثة ببطولة العالم (2012) الوزن -56 كغ ومروان أفروخ الحاصل على الرتبة الأولى ببطولة إفريقية (2011) والرتبة الثالثة في بطولة العالم (2012) الوزن -65 كغ ورضى عبد الحميد الحفياني الحاصل على الرتبة التانية ببطولة إفريقية (2011) الوزن -60 كغ. هناك أيضاً مواهب كروية في النادي الرياضي لسلا الجديدة بقيادة المدرب إبراهيم مزال وعمي حسن.
و مواهب أخرى فنية مثلا الكوميدي أسامة رمزي لديه مجموعة من الأعمال التلفيزيونية الرمضانية مثل سلسلة كبور ، و كذلك الفنان الممثل و المغني عبد المنعم أجرار الذي اشتهر كنجم للبرنامج الغنائي ستارلايت في نسخته الثانية (2023) على القناة الثانية 2M إضافة إلى ذلك هناك موهب أدبية، أهمها الكاتب الشاب أنس الهود الذي ينشر مقالاته بجرائد إلكترونية مشهورة وقد نشر كتابه الأول والجديد تحت عنوان خطابات تائهة. بالإضافة إلى مهدي الخياطي صاحب النقاشات الجميلة والفكر المتميز.

## مشاريع سكنية
بعدما تم الانتهاء من بناء سلا الجديدة، أصبحت مجموعة من الشركات تتوافد على المدينة قصد بناء مشاريع سكنية جديدة تستفيد من خيرات المدينة وتشكل قوة معها حتى يتم توسيع المدينة ومن أهم المشاريع السكنية التي تم بناؤها وسيتم بناؤها هي:
- بيتي.
- بيتي 2.
- الضحى.
- العمران.
- الصفاء.
- شهر زاد.
- المنظر الجميل.